# Tipula (Ramatipula) bagchiana
Tipula (Ramatipula) bagchiana is een tweevleugelige uit de familie langpootmuggen (Tipulidae). De soort komt voor in het Oriëntaals gebied.